# Anna Regina

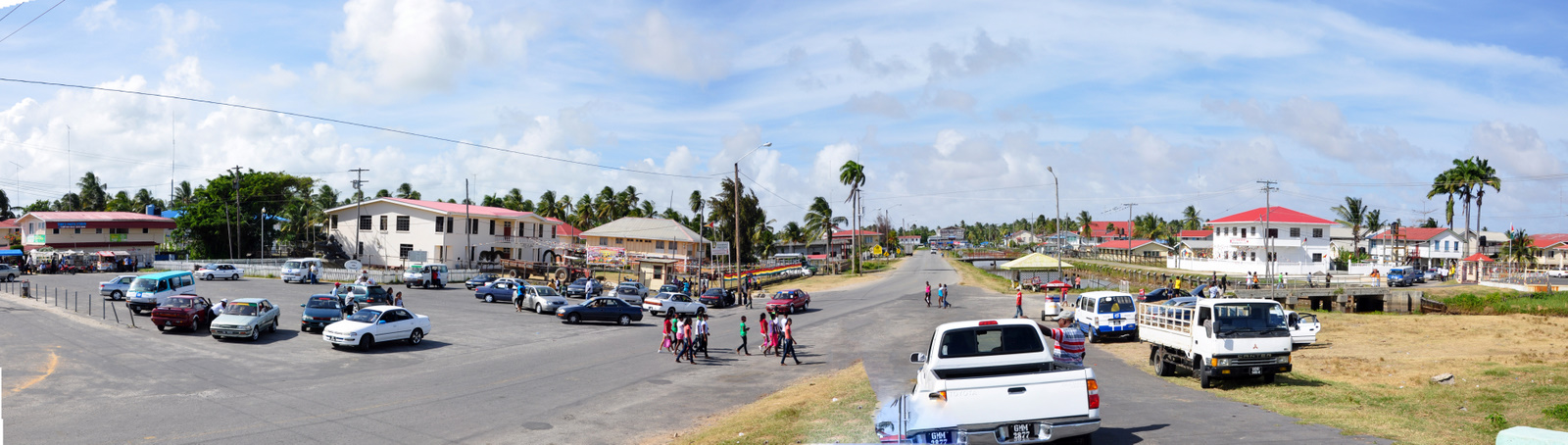

Anna Regina é uma localidade na Guiana, capital da região de Pomeroon-Supenaam. Está situada a cerca de 19 km de Adventure, na Costa de Essequibo.